# 半沢士郎
半沢 士郎（はんざわ しろう、 1945年6月19日 - ）は、神奈川県出身の元プロ野球選手（投手）。

## 来歴・人物
鎌倉学園高では2年次の1962年にチームが春の選抜で準々決勝に進出するが、半沢の出場は無かった。同年の夏の甲子園県予選は決勝で慶應高と対戦し、7回にエースの永田善一（大毎）が打ち込まれ、リリーフとして登板するが3-8で敗れる。1年上のチームメイトに二塁手の竹之内雅史（西鉄・太平洋・クラウン、阪神）がいた。主戦投手となった3年次の1963年夏の甲子園県予選では、オーバーハンドからの威力ある速球で一試合平均10個の三振を奪うが、準決勝で井上健仁（東映）、平岡一郎（大洋、ロッテ）両投手を擁する横浜高に4-8で敗退。
卒業後の1964年に国鉄スワローズへ入団し、6月2日の中日戦（中日）で初登板。3回に渋谷誠司、石岡康三に次ぐ3番手でマウンドに上がり、7イニングのロングリリーフで中日打線から7三振を奪い初勝利を挙げた。翌3日も森滝義巳の2番手リリーフで好投したが、同7日の広島戦（広島市民）では山本一義に本塁打を浴びて初敗戦。同11日の巨人戦（神宮）では3回から渋谷のリリーフに立ち、8回を1安打に抑えて延長10回サヨナラ勝ちの勝利投手となる。7月1日の中日戦（中日）で初先発も勝敗は付かず、同25日の阪神戦（甲子園）で初完投勝利、同28日の大洋戦（川崎）では2度目の完投勝利で初安打を含む3打数2安打もマーク。その後も先発陣の一角として起用され、同年は8勝10敗の成績を残し、規定投球回（リーグ13位、防御率3.07）にも達した。8勝中6勝は大洋・広島・中日から2勝ずつ挙げたものである。2年目の1965年は4月25日の広島戦（広島市民）で延長10回完投勝利を挙げるが、これが現役最後の勝利となる。5月1日の中日戦（中日）に先発した後は肩の痛みに泣き、登板機会が無かった。3年目の1966年以降も肩の調子は戻らず、1967年10月17日の大洋戦（川崎）で2年ぶりに先発したが、佐藤一誠に本塁打を浴びて1回で降板。この試合が現役最後の登板となり、同年引退。
金田正一が「わしより速い」といったほどの直球と度胸が売りであったが、怪我で開花しなかった悲劇の投手である。球速を実験されたこともあり、実験方法は、直径60cmのドーナツ型の円型機械を用意し、その内側にフォート・トランジスタ20個をはめ込む。放電して電気のカーテンの様なものを作り、この円型機械2つを36cm離して置き、2つの穴を投手が正確に通過すれば、ボールが最初の穴から2つ目の穴を通過する36cmに要した時間を100万分の1秒まで計測できた。これで半沢の球の秒速が42.6mと分かったが、時速にすれば153km超となる。しかもこの時の半沢はスパイク着用ではなく運動靴で、下はマウンドではなく、コンクリート床という条件であった。一方天才肌で、かわいがっていた金田が時に苦言を呈したこともあった。
引退後はバーを経営していた。

## 詳細情報

### 年度別投手成績
| 年 度     | 球 団         | 登 板 | 先 発 | 完 投 | 完 封 | 無 四 球 | 勝 利 | 敗 戦 | セ 丨 ブ | ホ 丨 ル ド | 勝 率 | 打 者 | 投 球 回 | 被 安 打 | 被 本 塁 打 | 与 四 球 | 敬 遠 | 与 死 球 | 奪 三 振 | 暴 投 | ボ 丨 ク | 失 点 | 自 責 点 | 防 御 率 | W H I P |
| --------- | ------------- | ----- | ----- | ----- | ----- | -------- | ----- | ----- | -------- | ----------- | ----- | ----- | -------- | -------- | ----------- | -------- | ----- | -------- | -------- | ----- | -------- | ----- | -------- | -------- | ------- |
| 1964      | 国鉄 サンケイ | 34    | 18    | 7     | 2     | 0        | 8     | 10    | --       | --          | .444  | 684   | 163.2    | 142      | 12          | 73       | 2     | 1        | 110      | 2     | 0        | 65    | 56       | 3.07     | 1.31    |
| 1965      | 国鉄 サンケイ | 3     | 2     | 1     | 0     | 0        | 1     | 0     | --       | --          | 1.000 | 52    | 13.1     | 7        | 0           | 6        | 0     | 2        | 12       | 0     | 0        | 1     | 1        | 0.69     | 0.98    |
| 1966      | 国鉄 サンケイ | 3     | 0     | 0     | 0     | 0        | 0     | 0     | --       | --          | ----  | 19    | 4.0      | 6        | 2           | 2        | 0     | 0        | 1        | 0     | 0        | 4     | 4        | 9.00     | 2.00    |
| 1967      | 国鉄 サンケイ | 4     | 1     | 0     | 0     | 0        | 0     | 0     | --       | --          | ----  | 28    | 4.2      | 12       | 1           | 3        | 0     | 0        | 3        | 0     | 0        | 6     | 6        | 10.8     | 3.21    |
| 通算：4年 | 通算：4年     | 44    | 21    | 8     | 2     | 0        | 9     | 10    | --       | --          | .474  | 783   | 185.2    | 167      | 15          | 84       | 2     | 3        | 126      | 2     | 0        | 76    | 67       | 3.24     | 1.35    |

- 国鉄（国鉄スワローズ）は、1965年途中にサンケイ（サンケイスワローズ）に球団名を変更

### 記録
- 初登板・初勝利：1964年6月2日、対中日ドラゴンズ9回戦（中日球場）、3回裏無死から3番手で救援登板・完了、7回無失点
- 初先発登板：1964年7月1日、対中日ドラゴンズ12回戦（中日球場）、1回1/3を2失点で勝敗つかず
- 初先発勝利・初完投勝利・初完封：1964年7月25日、対阪神タイガース18回戦（阪神甲子園球場）

### 背番号
- 33 （1964年 - 1967年）